# Volkswagen Type 181
O Volkswagen Typ 181 "Kurierwagen", popularmente conhecido como Trekker (viajante) no Reino Unido, Thing (coisa) nos EUA e Safari no México, é um pequeno veículo militar produzido pela Volkswagen de 1969 a 1983, embora as vendas a civis tenham cessado em 1980. Foi fabricado sobre a plataforma do Fusca, e foi a continuação e evolução natural do Kübelwagen, utilizado pelos militares alemães na Segunda Guerra Mundial.

## História
Nos anos 1960, vários governos europeus começaram um projeto conjunto para o desenvolvimento do Europa Jeep, um veículo anfíbio leve, 4x4, que pudesse ser produzido em massa e utilizado pelas forças armadas e oficiais desses países. Seu desenvolvimento entretanto se provou custoso, e o governo alemão precisava de uma solução provisória enquanto o Europa Jeep estivesse sendo desenvolvido. A situação ficou mais urgente quando o DKW Munga, utilizado até então pelo exército daquele país, saiu de linha.
A Volkswagen (dona da DKW) foi então procurada. Embora a firma de Wolfsburg tivesse sido convidada (e declinado) para tal projeto ainda nos anos 1950, a então nova administração viu no projeto algum potencial no mercado civil: consumidores mexicanos desejavam um veículo que enfrentasse estradas rurais melhor do que o Fusca (um campeão de vendas no México na época), e nos EUA versões artesanais do Fusca (Fusca Bajas, gaiolas, etc) faziam grande sucesso como offroads. A VW imaginou que uma versão mais robusta e despojada do Fusca atrairia muitos desses compradores, ao mesmo tempo que o aproveitamento de peças e plataformas na produção do carro reduziria os custos e maximizaria o lucro.

## Projeto
Aprovado o projeto, em 1968 16 protótipos já haviam sido produzidos na fábrica de  Wolfsburg. Em setembro de 1969, na Feira de Frankfurt, o VW Typ 181 foi apresentado como a evolução moderna, um pouco maior e mais pesada do Kübelwagen da Segunda Guerra. Assim como o Typ 82, o Typ 181 usou a mecânica e chassis do Fusca - na verdade o chassis reforçado e os painéis de fundo mais largos vieram do Karmann Ghia, mas tais componentes nada mais eram do que uma versão levemente atualizada e reforçada dos utilizados no Fusca; a caixa de redução, transmissão, eixo traseiro e lanternas vieram da Kombi. O motor (originalmente 1,5l), embreagem, instrumentos, tanque de gasolina e caixa de direção vinham direto do Fusca de produção.
A caixa de redução no eixo traseiro aumentava a altura do chão, e ajudava na tração. Vinham da Kombi até 1973, quando revisões da plataforma eliminaram esta configuração. Reforços na carroceria garantiam rigidez torsional. Os freios eram a tambor nas quatro rodas, o suficiente para parar o carro. A capota era impermeabilizada com PVC, com janelas em acrílico. O para-brisas se dobrava para frente, e com duas presilhas era novamente fixado na posição vertical. Abaixo do estepe, no compartimento dianteiro, ficava o aquecedor interno. Os rústicos bancos eram completamente rebatíveis, o que criava mais capacidade de carga.
Situava-se na faixa de preço acima do Fusca e abaixo do Karmann-Ghia. Custava na época 8.500 marcos na versão básica, e um diferencial auto-blocante custava 435 marcos à mais.

## Produção
Apenas um ano depois o motor 1600 foi introduzido. Com a taxa de compressão diminuída de 1:7,5 para 1:6,6, a potência continuava em 44 cv, mas agora era possível utilizar os combustíveis de pior qualidade de mercados emergentes. Com o aumento da taxa de relação das marchas, a velocidade máxima aumentou de 110 km/h para 115 km/h.
Grandes mudanças foram feitas em 1973. A capacidade do motor passou para 48 cv. Componentes atualizados substituíram a antiga caixa de redução da Kombi. A suspensão compartilhava alguns componentes com o VW 1302/1303. Os pneus passaram de 165 R 15 para 185 R 14. O aquecedor interno foi atualizado por um mais seguro, que evitava que qualquer ar do escapamento penetrasse no interior do veículo, como é o caso nos Fuscas. Nos veículos militares essa mudança não aconteceu, em parte devido a economia de custos, em parte devido a exigências dos militares. A versão civil agora possuía escapamento igual ao do Fusca.
O Exército Alemão encomendou 15.275 veículos (400 kg de carga, tração 4x2). Estes veículos foram vendidos de 1969 até o final de 1979, e foram utilizados principalmente como patrulhas da fronteira alemã.
Capitalizando em seu potencial civil, o nome de mercado do carro evocava temas leves - na Alemanha particularmente o nome visava dissociar o carro de seu ancestral militar (Kurierwagen significa veículo de entregas em alemão). Com seu formato e configuração evocando o espírito funcional/utilitário da época, as vendas a civis começaram na Europa e México em 1971. Ate 1974 57.574 unidades foram produzidas na Europa. Após esta data a produção passou para a fábrica de Hanover até 1975, num total de 10.629 unidades. Finalmente a produção iria para a fábrica de Emden até 1978. Nos EUA o modelo gozou de grande sucesso, exportados entre 1970 e 1971 em kits CKD (completely knocked down), totalmente desmontados e montados no país de origem. A partir de 1972, o VW 181 passou a ser fabricado inteiramente no México, com as lanternas redondas (conhecidas como "fafá" no Brasil) que equipavam os Fuscas locais. 
Mas o modelo foi retirado do mercado estadunidense em 1975 por não atender a exigências de segurança - como foi reclassificado como veículo de passeio, estava sujeito a padrões mais rígidos, diferentemente de caminhonetes leves, como é classificado o Chrysler PT Cruiser. A regra de intrusão de parabrisas do padrão DOT de 1975 pedia uma maior distância entre os passageiros dos bancos dianteiros e o parabrisa. Estas mudanças se deram depois que a primeira crise do petróleo trouxe uma explosão de vendas de carros pequenos, e com eles um aumento nos casos de ferimentos graves em colisões frontais de velocidades moderadas.
O Europa Jeep continuava um sonho na OTAN. O Volkswagen 181, que seria apenas uma solução temporária, viu sua produção de 1968 até 1979 gerar mais de 50 mil veículos entregues a forças da OTAN. Em 1979 o projeto do Europa Jeep havia desmoronado completamente e foi abandonado, e o governo alemão começou a suprir sua demanda com o novo Typ 183 Iltis, que possuía motor dianteiro, tração nas quatro rodas e tecnologia da Auto Union.
Apesar da escolha do governo alemão pelo Type 183, as vendas civis europeias e mexicanas do 181 continuaram até 1980, e várias organizações, incluindo a OTAN, continuaram a comprar versões militares até 1983, atraídas por sua confiabilidade e baixo custo de manutenção. Entretanto, sem o mercado americano e agora com o desinteresse do exército alemão, o fim do veículo estava próximo. As vendas no México diminuíram, e em 1980 apenas 695 foram produzidos.
Em 1983 o carro saiu de linha, após 70.519 unidades fabricadas na Alemanha e outras 20.364 no México - com 90.883 unidades no total, o projeto "paliativo" superou as expectativas até mesmo da Volkswagen.

## Variações
Várias versões específicas para algumas regiões foram fabricadas durante a produção do 181, como a "Acapulco Thing" (coisa de Acapulco), originalmente produzida para o hotel Las Brisas em Acapulco. Estribos, estofamento especial e esquemas de cores, além de uma capota estilo carruagem, eram partes do modelo. Os Acapulcos são facilmente identificáveis pelo seu esquema de cores listrado, e eram vendidos nas cores branca e laranja, amarelo e branca, verde e branca, e azul e branca.
A versão com volante no lado direito foi chamada de 182.

## Popularidade atual

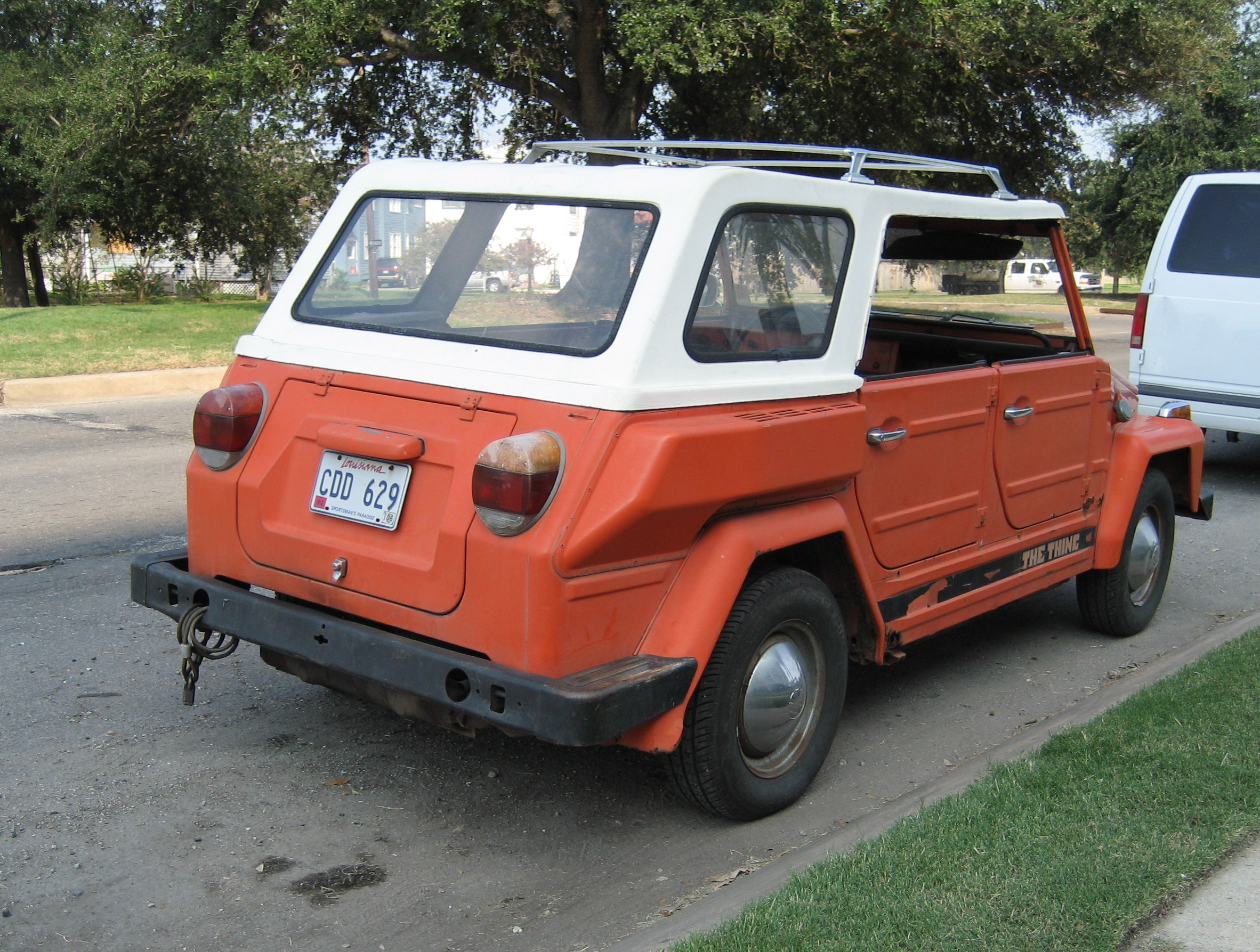
Volkswagen Safari laranja

O 181 se tornou um artigo semiclássico, muito em parte devido ao seu estilo anguloso, que não deixa dúvidas quanto ao seu propósito utilitário. As portas saem sem o uso de ferramentas, e o parabrisa dobra para frente, tal qual o Jeep. O interior é o exemplo perfeito de forma seguindo a função, e suas portas de aço pintadas e bancos planos divididos ganharam com um tempo um ar de beleza industrial pós-moderna. O Volkswagen 181 figura em episódios dos Simpsons que apresentam Patty e Selma, e Dark Helmet dirige um 181 que levita no filme Spaceballs. Em 2007 a Matchbox lançou um 181 amarelo com a configuração standard.
Em 2009 a Hot Wheels lançou um modelo "preparado" do VW 181 em bronze com o teto preto. O personagem de Drew Barrymore no filme Como se fosse a primeira vez dirige um 181 1973 amarelo. O personagem de Sandra Bullock recebeu aulas de direção em um 181 amarelo no filme Velocidade Máxima 2.
Os preços atuais nos EUA giram em torno de US$ 3.000 por um carro "restaurável", e mais de $15,000 por um exemplar em bom estado.
No primeiro episódio da quinta temporada do programa Pimp My Ride, um velho e gasto "Coisa" foi restaurado e customizado com um jacaré falso, interior em pele de cobra, motor de 200cv e um terrário personalizado. Da mesma forma, em um episódio de Overhaulin', durante a restauração de um Corvette Sting Ray, a equipe restaurou também o VW 181 do "informante", para surpresa desse último.
O senador estadunidense Richard Burr, republicano da Carolina do Norte, possui um modelo 1974.

## Galeria de imagens

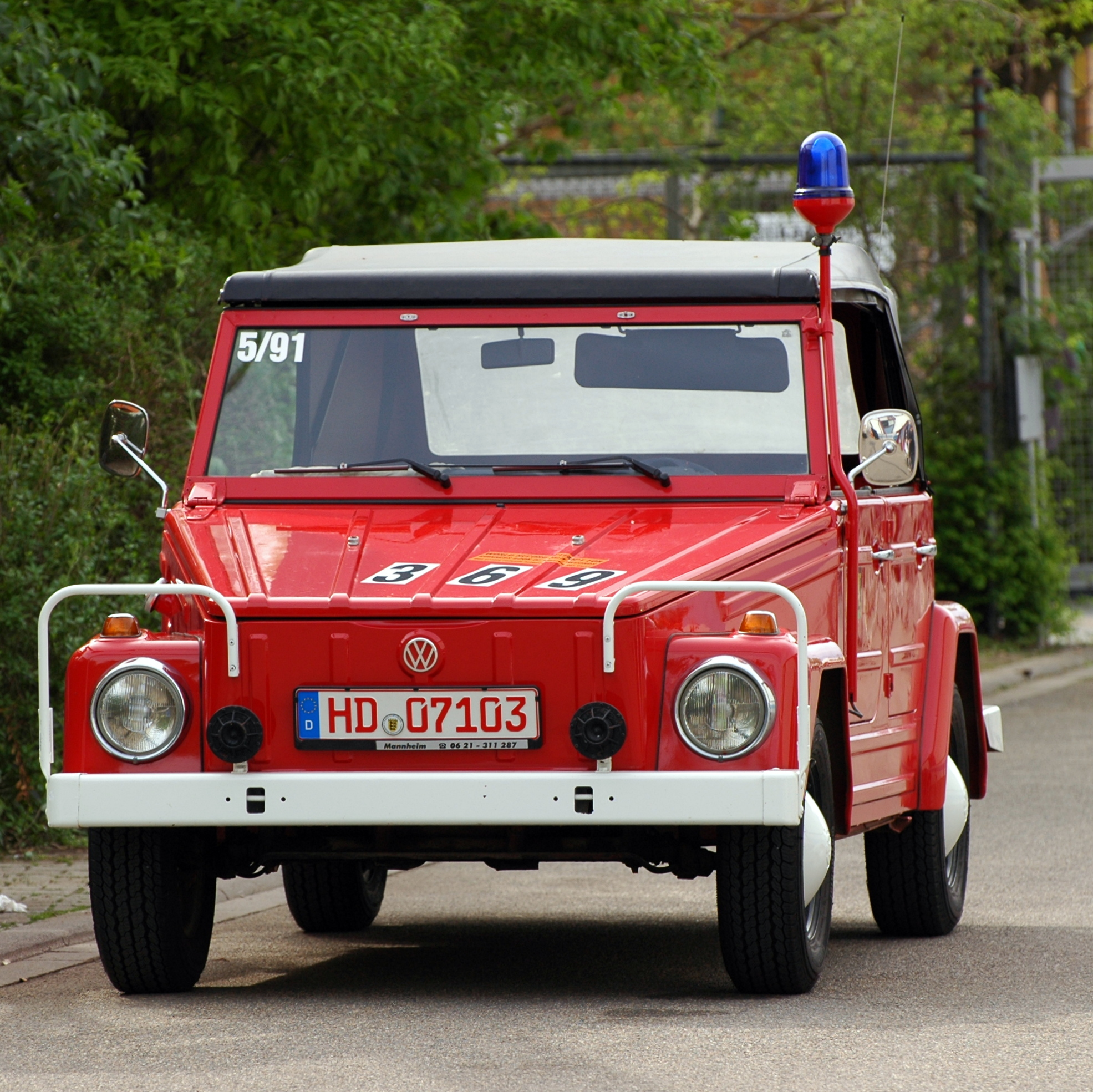
Typ 181 Bombeiros
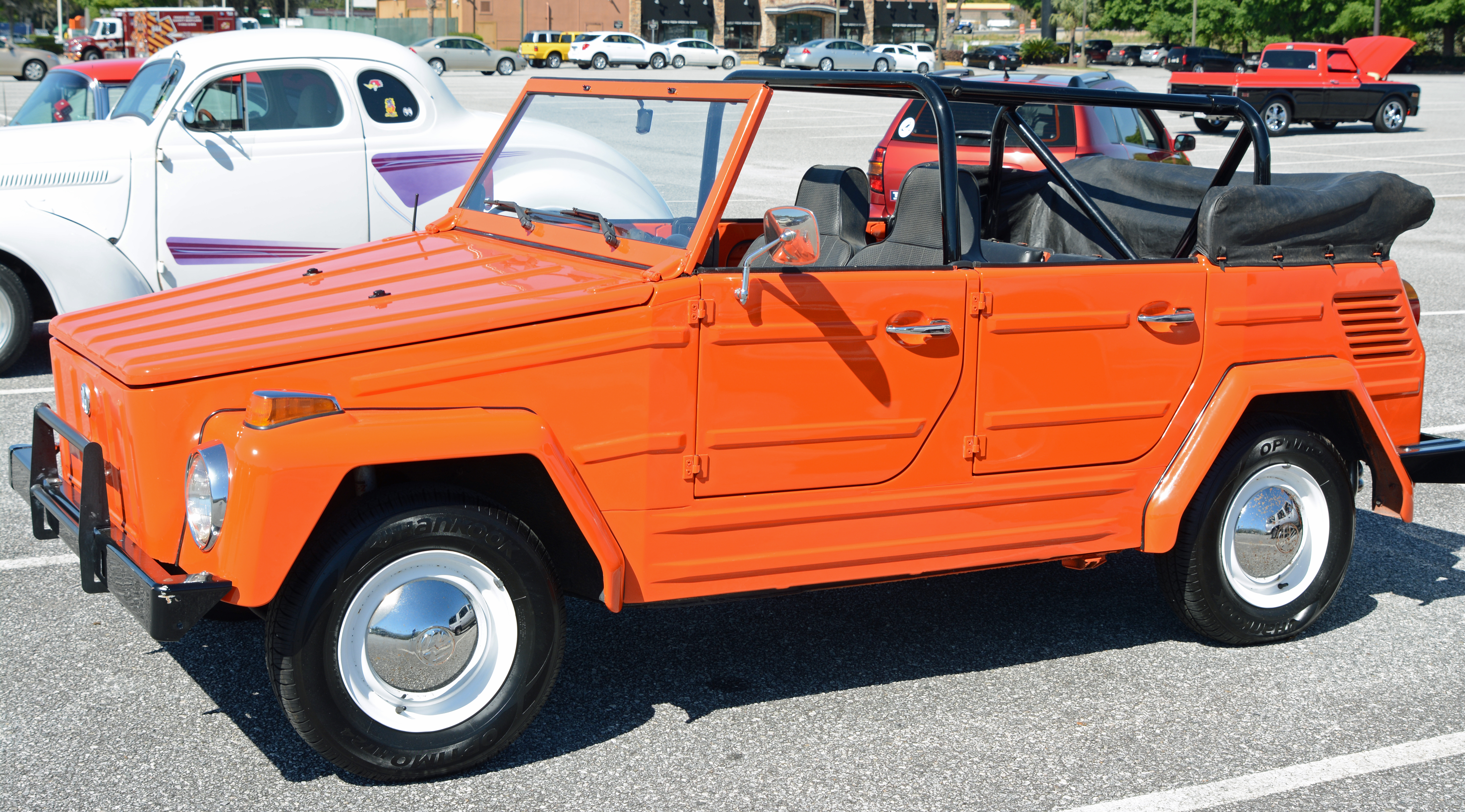
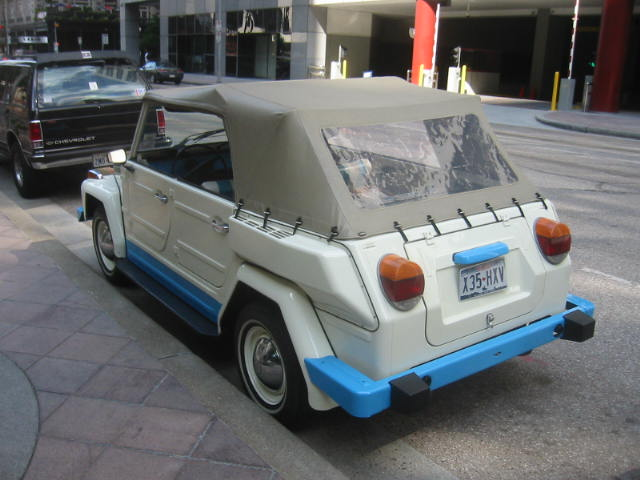
1974 "Acapulco" Thing
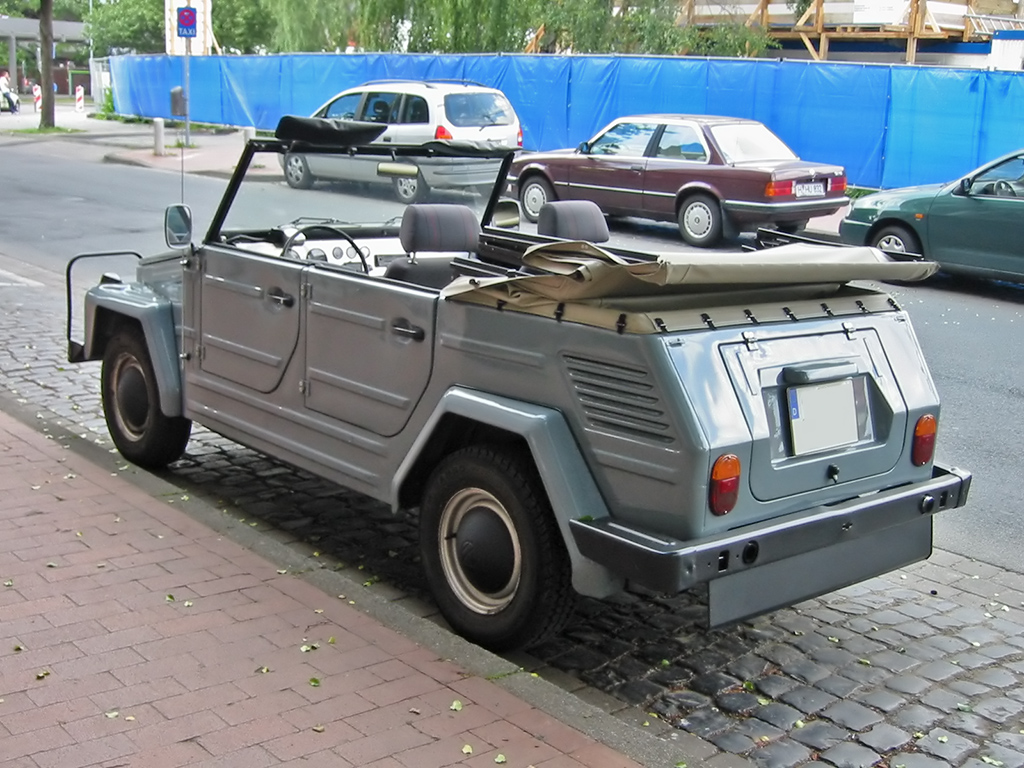
VW 181
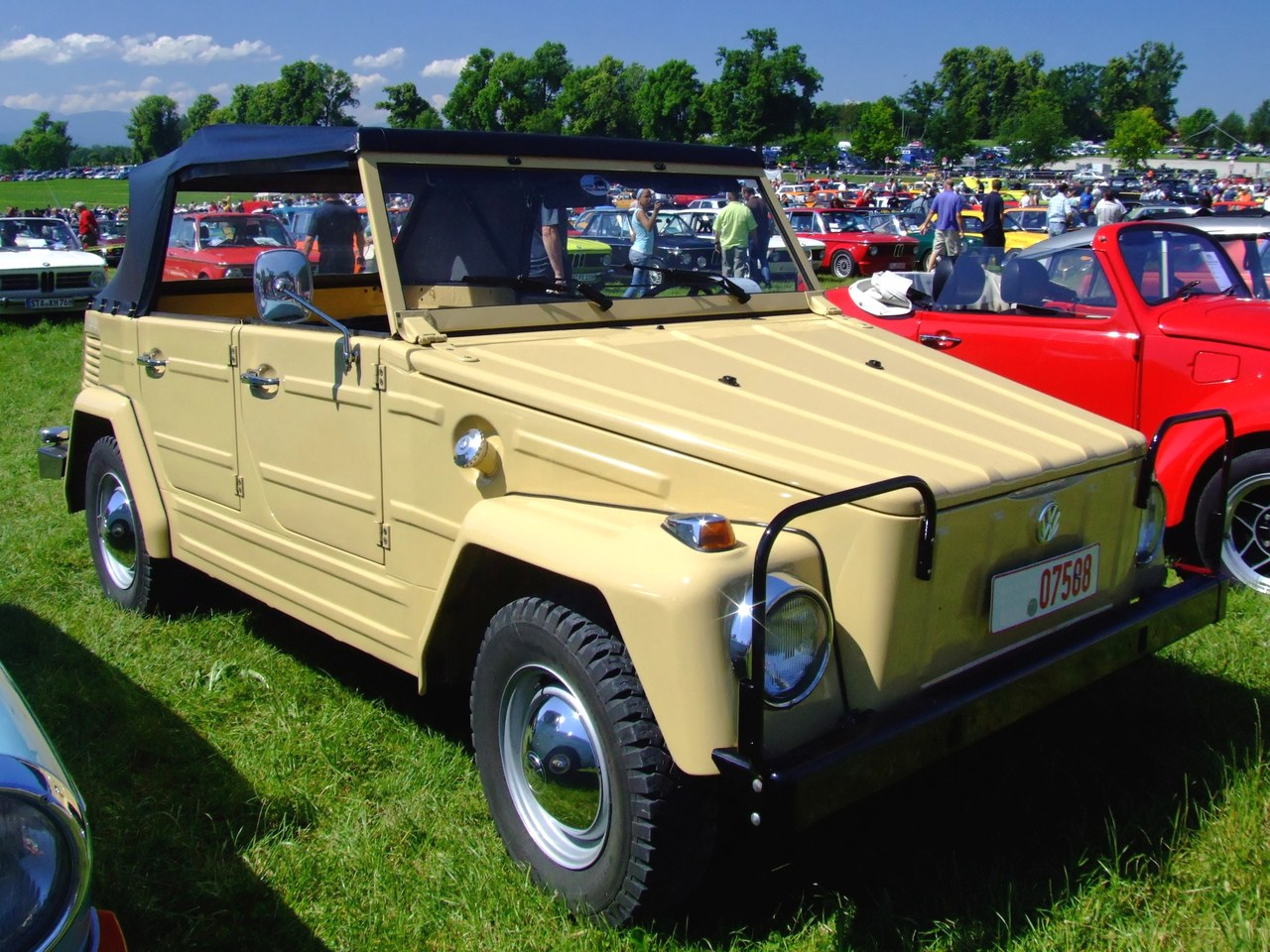
VW 181 (1974)
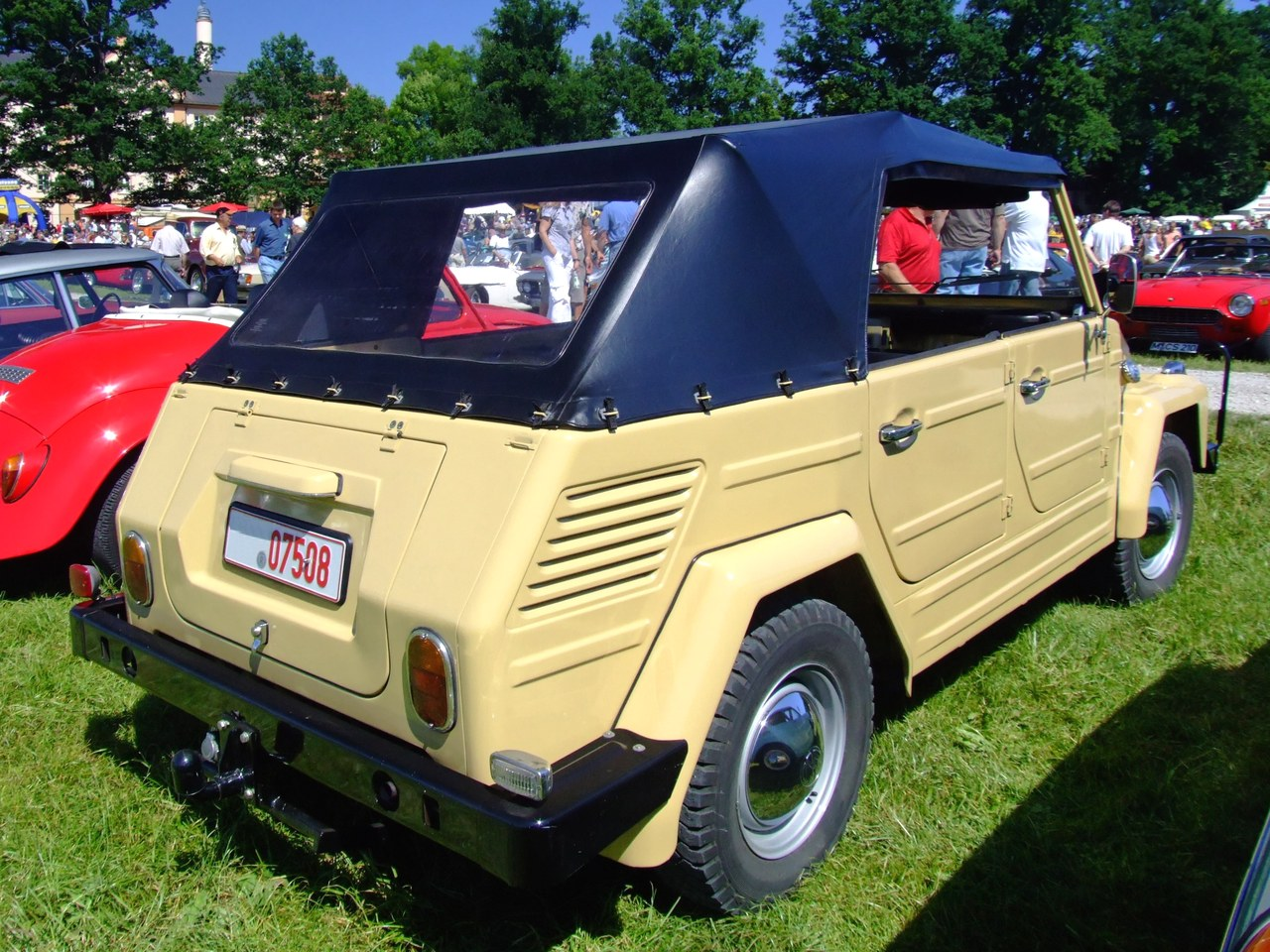
VW 181 (1974)
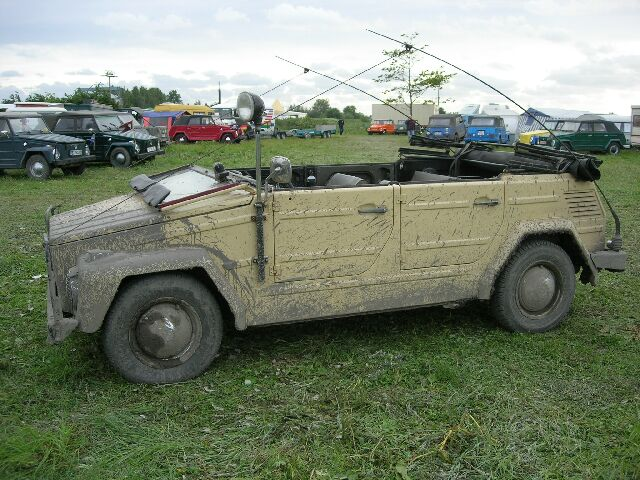
VW 181
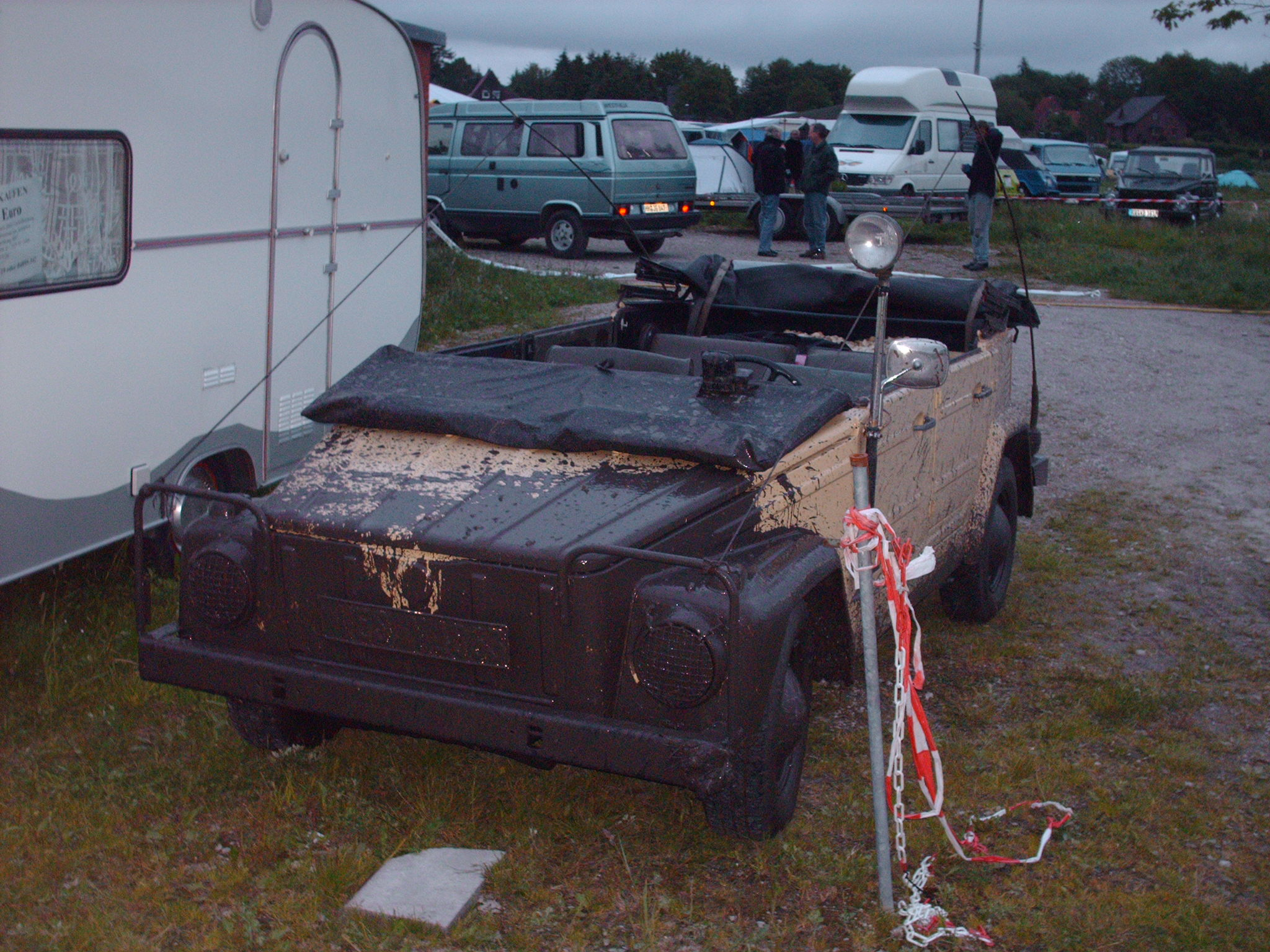
VW 181
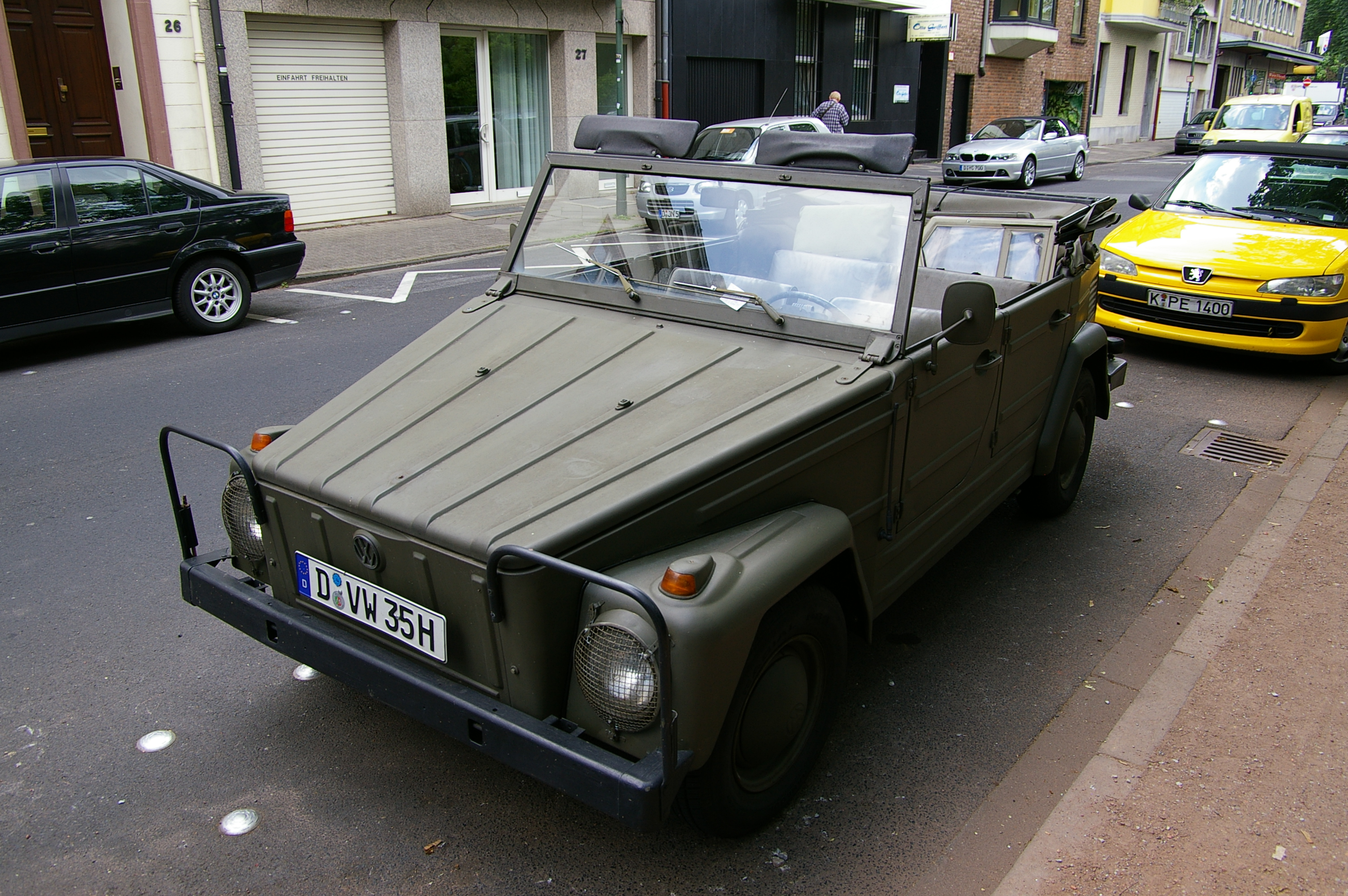
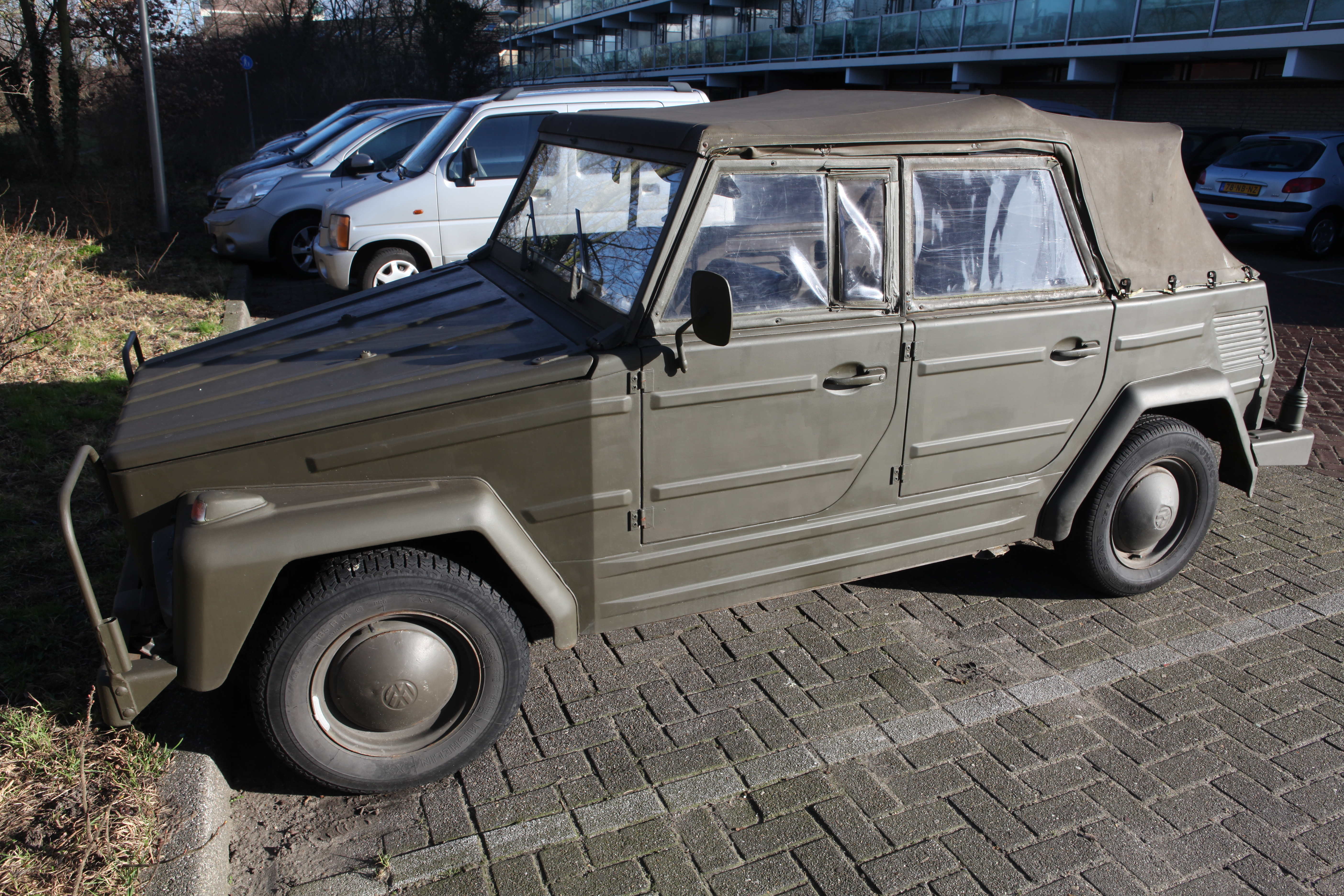
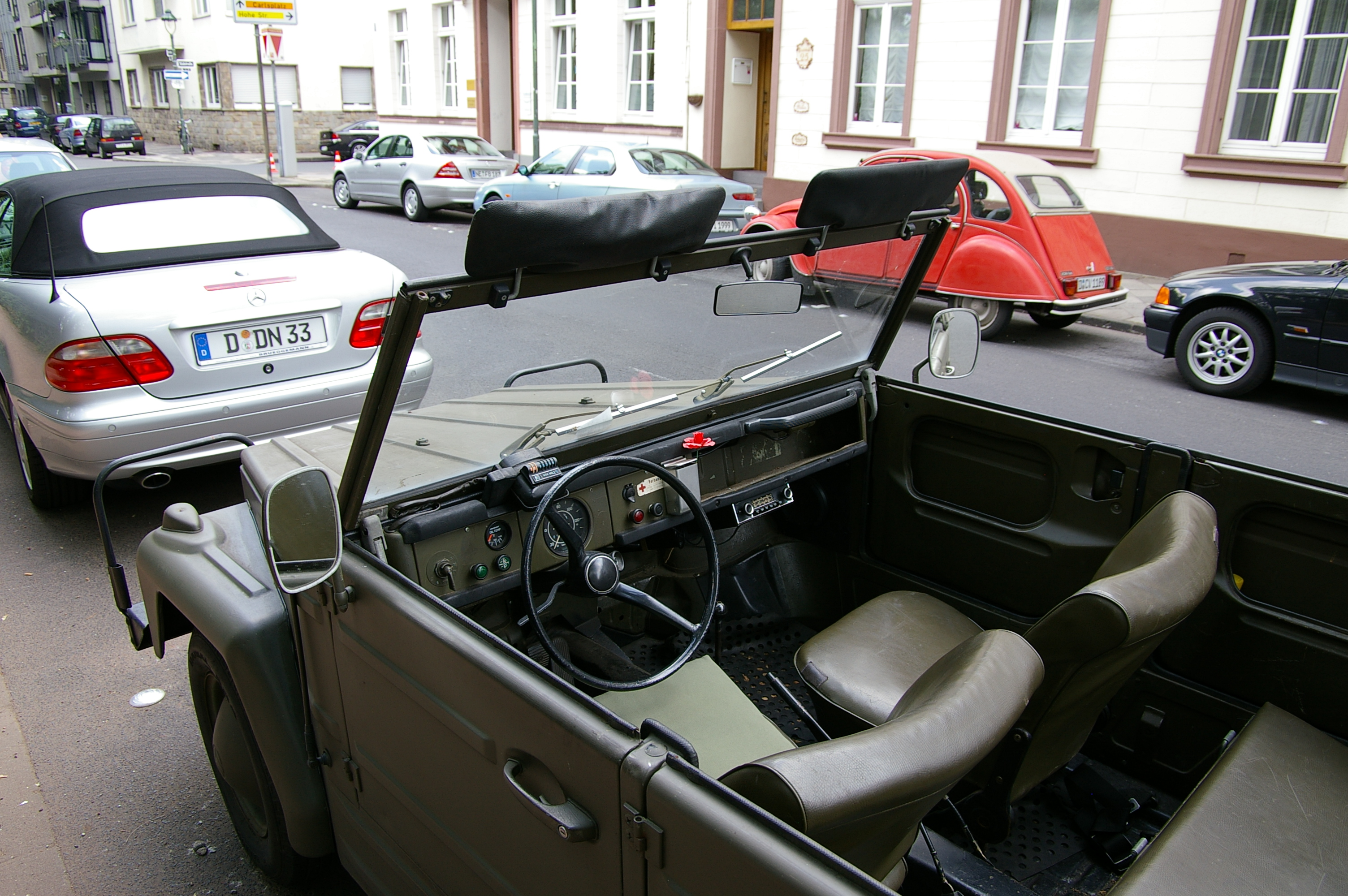